# Сладкий (Лабинский район)
Сладкий — хутор в Лабинском районе Краснодарского края.
Административный центр Сладковского сельского поселения.

## География
Хутор расположен в юго-восточной части Краснодарского края. Климат умеренно континентальный, без резких колебаний суточных и месячных температур. Среднегодовое количество осадков — 650 мл.

### Улицы
| - пер. Заречный, - пер. Чамлыкский, - пер. Школьный, - ул. Гагарина, - ул. Заречная, - ул. Киевская, - ул. Клубная, | - ул. Ленина, - ул. Лермонтова, - ул. Луговая, - ул. Молодёжная, - ул. Набережная, - ул. Первомайская, - ул. Полевая, | - ул. Садовая, - ул. Северная, - ул. Совхозная, - ул. Степная, - ул. Чамлыкская, - ул. Южная. |

## История
Хутор основан в 1896 году казаком Черновым из станицы Вознесенской и до 1916 года назывался Черновым, затем переименован в Сладкий. С 1903 по 1905 годы рядом с хутором заселялись хутора, названные по именам зажиточных казаков — Маймулин, Стрельцов, Кузьминов и Киевский. Впоследствии они были присоединены к хутору Сладкий. В 1908 году в хуторе появилась первая четырёхлетняя школа, в 1937 году она стала семилетней
В 1920 году в хуторе был образован сельский совет, а в 1922 году была организована первая артель по обработке земли «Облегчённый труд».

## Прочие факты
В 1931—1933 годах в хуторской школе работал учителем будущий Герой Советского Союза, танкист-ас РККА Д. Ф. Лавриненко.

## Население
| 2002 | 2010  |
| ---- | ----- |
| 1108 | ↗1132 |